# Sam Iduri
Sam Shemuel Iduri, né le 15 août 1949 et mort le 23 janvier 2023, est un homme politique salomonais.

## Biographie
Après une formation à l'enseignement aux Îles Salomon et en Australie-Occidentale, il devient proviseur d'une école secondaire. 
Il entre au Parlement national comme député de Kwara'ae-ouest aux élections législatives de 2006, et est nommé ministre de l'Unité nationale, de la Réconciliation et de la Paix le 5 mai dans le gouvernement de Manasseh Sogavare ; il est ainsi chargé du processus de réconciliation à la suite violences inter-ethniques de la fin des années 1990 et du début des années 2000. Il quitte le gouvernement le 10 novembre 2007 avec son collègue ministre Stanley Sofu et se joint à l'opposition parlementaire,. Le gouvernement Sogavare perd la confiance du Parlement et est contraint à la démission le 20 décembre ; le nouveau Premier ministre Derek Sikua rétablit Sam Iduri à ses fonctions de ministre de la Réconciliation. À ce poste, il introduit au Parlement en août 2008 un projet de loi de création d'une commission de vérité et de réconciliation ; adoptée, il aboutit à l'inauguration de la commission en avril 2009 en présence de Desmond Tutu,. Sam Iduri négocie notamment le soutien des chefs des gouvernements provinciaux de Malaita et de Guadalcanal pour ce processus.
Réélu député aux élections de 2010, il est ministre fantôme de l'Unité nationale, de la Réconciliation et de la Paix dans le cabinet fantôme que mène Steve Abana. Reconduit dans sa circonscription aux élections de 2014 et de 2019, il meurt en janvier 2023.